# ماريا إيسي
ماريا إيسي (باليابانية: 伊瀬 茉莉也) هي ممثلة يابانية ولدت في 25 سبتمبر 1988 في محافظة كاناغاوا.

## حياتها
تزوجت في يناير عام 2015 وانجبت طفلاً واحداً، ثم تطلقت في أغسطس عام 2022 وتولت الحضانة الكاملة لطفلها.

## أدوارها في الأنمي

### مسلسلات أنمي تلفزيونية
- إير جير - رينغو نويامانو
- دورارارا!! - ميكا هاريما
- دورارارا!! ×2 المقدمة - ميكا هاريما
- دورارارا!! ×2 المنتصف - ميكا هاريما
- دورارارا!! ×2 الخاتمة - ميكا هاريما
- إندكس معينة خاصة بالسحر II - لوسيا
- أسطورة الأبطال الأسطوريين - كو أورلا
- فايري تايل - روميو كونبولت، ليفي ماكغاردن
- ميد ساما! - إيريكا
- اختطاف الذئب - نيمورو كوشينادا
- موشيشي - رينزو (العرش الأخضر)
- ريجيوس المدرعة - بارميلين نورني
- NEEDLESS - أروكا شيلد
- آيشيلد 21 - ريكو كومابوكورو
- سكول رمبل:الفصل الدراسي الثاني - ساتسوكي تاوارايا
- حضانة هانامارو - هيناغيكو
- ميري آكلة الأحلام - ساكي كيريشيما
- تايغر آند باني - باو-لين هوانغ/دراغون كيد
- أريا الرصاصة القرمزية - ريكو ميني
- أختي لا يمكن لها أن تكون بهذه الظرافة - سينا أكاغي
- أختي لا يمكن لها أن تكون بهذه الظرافة. - سينا أكاغي
- بن تو - سين ياريزوي/ساحرة الجليد
- ميداكا بوكس أبنورمال - ميوغا أونزين
- هيوكا - ميساكي ساواكيغوتشي
- هنتر x هنتر (2011) - كيلوا زولديك
- الخطايا السبع المميتة - غيولا
- الخطايا السبع المميتة: إعادة إحياء الوصايا - غيولا
- زيتمان - هاناكو تاناكا
- سجل الأفق - لينيسيا
- يوريكوما أراشي - إيريكو أونياما
- جانسلينجر ستراتوس - ماتسوريكا شينو
- بوكيمون إكس/واي - بوني، بوكيديكس
- كابانيري الحصن الحديدي - يوكينا
- دايز - تشيكاكو أوبوكاتا
- دانغانرونبا 3: نهاية أكاديمية قمة الأمل - ناغيسا شينغيتسو
- يوري أون آيس - يوكو نيشيغوري
- إنتقام ماساموني-كن - سونوكو كانيكو
- فيت/كاليد لاينر بريزما إليا - ناناكي مورياما
- فيت/كاليد لاينر بريزما إليا زفاي! - ناناكي مورياما
- فيت/كاليد لاينر بريزما إليا زفاي هيرتز! - ناناكي مورياما
- فيت/كاليد لاينر بريزما إليا دراي!! - ناناكي مورياما
- ذا ريفليكشن - إليانور إيفانز
- صنع في الهاوية - ريغ
- أزهار الشر - ساوا ناكامورا
- بوروتو: ناروتو نكست جينيريشنز - بونتان كوروسوكي
- نيفرلاند الموعودة - راي
- غابة البيانو - صوفي أورميسون
- هانيبادو! - كوني كريستينسين
- ملائكة الموت - كاثي
- كاكيغوروي - ميداري إيكيشيما
- كاكيغوروي xx - ميداري إيكيشيما
- جانسلينجر جيرل: IL TEATRINO - بياتريس
- السيطرة على العالم: خطة زفيزدا - إيتسوكا شيكاباني
- ون بيس - كيكو
- جوجوتسو كايسن - ساساكي، غوجو ساتورو الطفل
- أساطير في قادم الزمان - جميلة
- رجل المنشار - هيمينو
- فريرن: ما وراء نهاية الرحلة - سيري
- إينازوما إليفن غو كرونوستون - بيتا

### أنمي الإنترنت
- مغامرة جوجو الغريبة: ستون أوشن - فو فيترز

### أوفا أنمي
- شاكوغان نو شانا S - تاكايو سايتو
- البدلة المتنقلة جاندام يونيكورن - روني غارفي

### أفلام أنمي
- إيفانجيليون: 3.0 أنت (لا) تستطيع الإعادة - ميدوري كيتاكامي
- سلسلة أفلام كود غياس: أكيتو المنفي
  - كود غياس: أكيتو المنفي: الفصل الأول «وصول التنين» - أوليفيا لويل
  - كود غياس: أكيتو المنفي: الفصل الثاني «انقسام التنين» - جان لو
- سلسلة أفلام بوكيمون
  - فيلم بوكيمون: ديانسي و شرنقة الدمار - بوني
  - فيلم بوكيمون: هوبا و صراع الأزمنة - بوني
  - فيلم بوكيمون: فولكانيون و الأعجوبة الميكانيكية - بوني
- كابانيري الحصن الحديدي: معركة أوناتو - يوكينا
- سيف قاتل الشياطين: قطار اللانهاية - كيوجورو رينغوكو (أيام الصبا)

## أدوارها في ألعاب الفيديو
- تيلز أوف إكسيليا 2 - إيل ميل مارتا
- دانغانرونبا أناذر إيبيسود: ألترا ديسبير غيرلز - ناغيسا شينغيتسو
- جاي-ستارز فيكتوري فيرسيس - كيلوا زولديك
- "أختي لا يمكن لها أن تكون بهذه الظرافة بورتبل" لا يمكن لها أن تستمر - سينا أكاغي
- أختي لا يمكن لها أن تكون بهذه الظرافة: النهاية السعيدة - سينا أكاغي

## أدوارها في الدبلجة اليابانية
- ماي ليتل بوني: فرندشيب إز ماجيك - سكوتالو

## وصلات خارجية
- ماريا إيسي على موقع IMDb (الإنجليزية)
- ماريا إيسي على موقع ميوزك برينز (الإنجليزية)
- ماريا إيسي على موقع أول موفي (الإنجليزية)
- ماريا إيسي على موقع ديسكوغز (الإنجليزية)
- ماريا إيسي على موقع قاعدة بيانات الفيلم (الإنجليزية)
- ماريا إيسي على موقع ANN person (الإنجليزية)